# Ford Custom Deluxe
Der Ford Custom Deluxe, war ein PKW der oberen Mittelklasse, der in den Modelljahren 1950 und 1951 von Ford in den USA hergestellt wurde. Er war einer der Nachfolger des Ford Super Deluxe und stellte das Spitzenmodell dar. Wie sein Schwestermodell Deluxe war er mit einem Reihensechszylindermotor mit 3703 cm³ Hubraum, der  95 bhp (70 kW) bei 3600/min leistete. Alternativ war ein V8-Motor erhältlich, der aus 3917 cm³ Hubraum eine Leistung von 100 bhp (74 kW) bei 3600/min zog.
Die Fahrzeuge waren als 2-türiges Coupé, 2-türiges Cabriolet, 2-türige Limousine, 4-türige Limousine oder als 5-türiger Kombi erhältlich. Das Cabriolet gab es nur mit V8-Motor. Die Modelle in Pontonform zeigten 1950 die typische Weltkugel im Grill, 1951 fiel dieses Detail wieder weg.
In zwei Jahren entstanden beachtliche 1.611.134 Exemplare. Im Modelljahr 1952 lösten die Modelle Customline und Crestline den Custom Deluxe ab.

## Quelle
Gunnell, John (Herausgeber): Standard Catalog of American Cars 1946-1975, Krause Publications Inc., Iola (2002), ISBN 0-87349-461-X

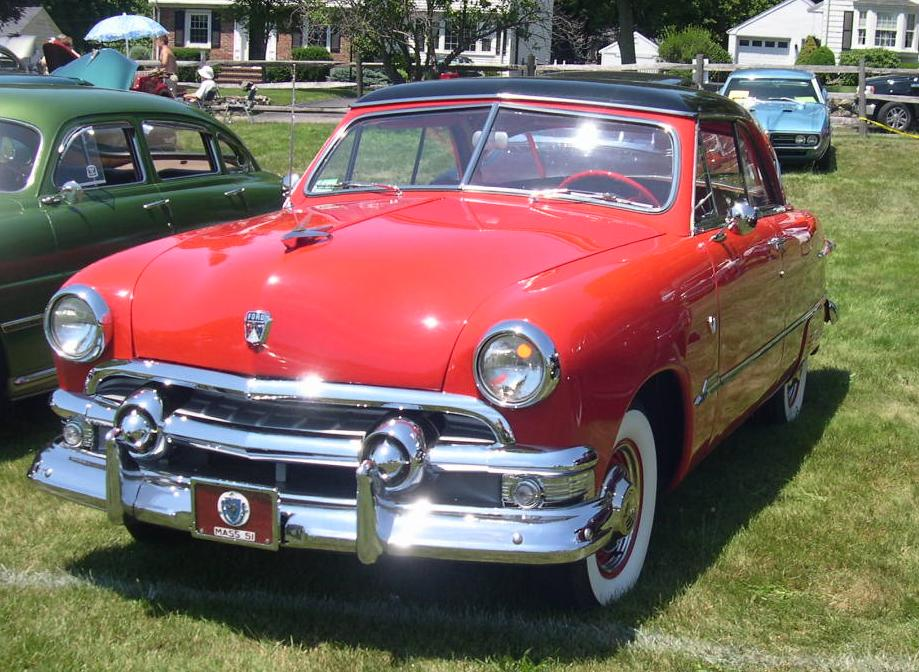
Ford Custom Deluxe Coupé (1951)